# Palacio Velódromo Luis Puig

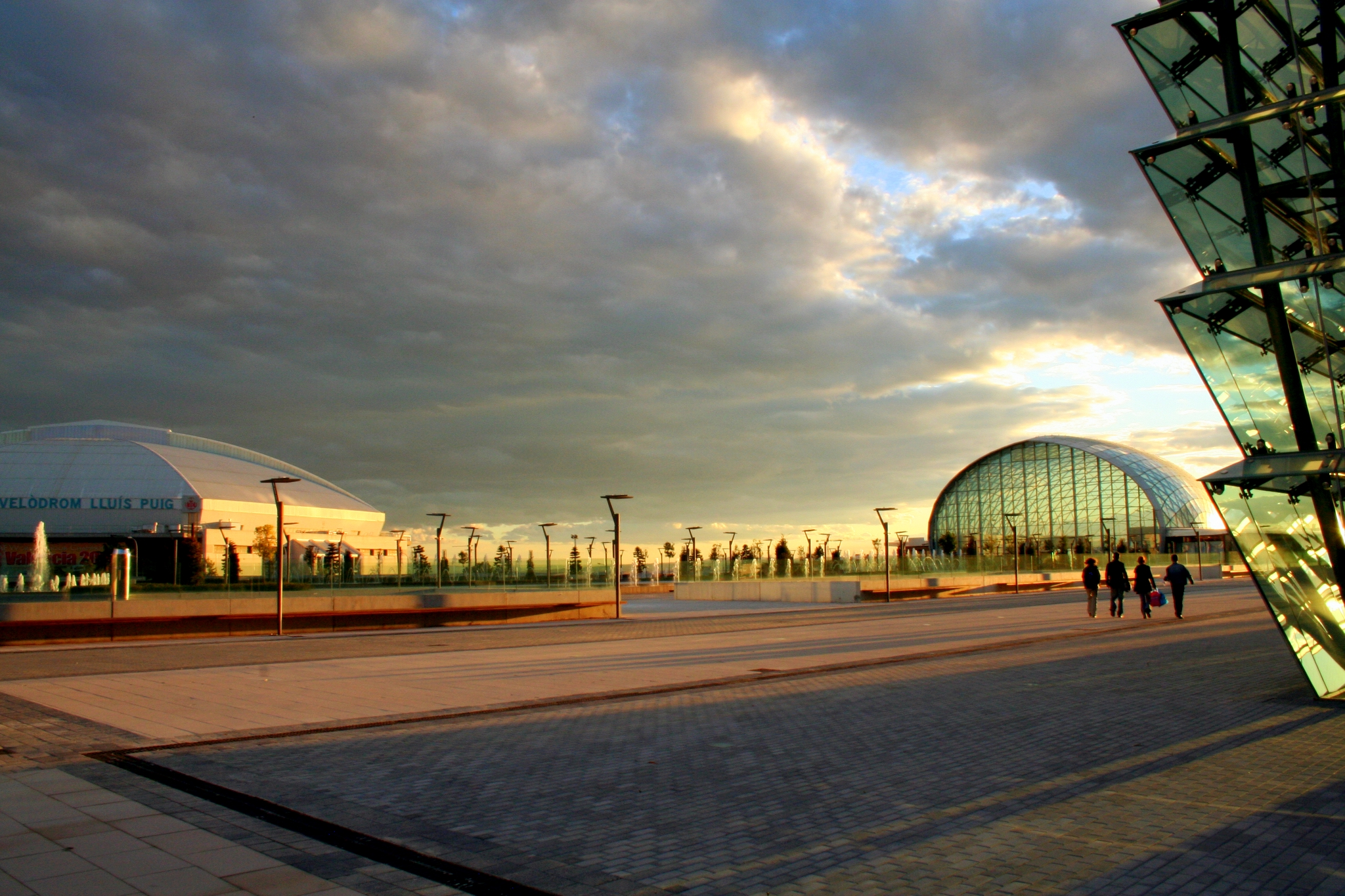
Palacio Velódromo Luis Puig

El Palacio Velódromo Luis Puig (en valenciano, Palau Velòdrom Lluís Puig) es un pabellón multideportivo de la ciudad española de Valencia. Fue inaugurado en 1992 con motivo del Campeonato Mundial de Ciclismo en Pista de 1992. Tiene una capacidad de 6000 espectadores.
Cuenta con un velódromo, una pista de atletismo de 200 m, una zona de musculación y una de gimnasia de mantenimiento.
Está ubicado en el barrio de Benimámet, al noroeste de la ciudad, junto a la Feria Muestrario Internacional de Valencia.

## Principales acontecimientos deportivos
- 1992: Campeonato Mundial de Ciclismo en Pista
- 1998: Campeonato Europeo de Atletismo en Pista Cubierta
- 2000: Campeonato Europeo de Natación en Piscina Corta
- 2008: Campeonato Mundial de Atletismo en Pista Cubierta

| Predecesor: Estadio Olimpiski Moscú 2006 | Sede del Campeonato del Mundo de Atletismo en Pista Cubierta Valencia 2008 | Sucesor: Aspire Dome Doha 2010 |

- Datos: Q3312208
- Multimedia: Palacio Velódromo Luis Puig / Q3312208